# Novalaetesia
Neriene es un género de arañas araneomorfas de la familia Linyphiidae. Se encuentra en Nueva Zelanda. 

## Lista de especies
Según The World Spider Catalog 12.0:
- Novalaetesia anceps Millidge, 1988
- Novalaetesia atra Blest & Vink, 2003